# Aleksandr Timosjinin
Aleksandr Timosjinin, född 20 maj 1948 i Moskva, död 26 november 2021, var en rysk roddare som tävlade för Sovjetunionen.
Han tog OS-guld i dubbelsculler i samband med de olympiska roddtävlingarna 1972 i München.